# Alessia Vigilia
Alessia Vigilia (Bolzano, 1º settembre 1999) è una ciclista su strada italiana che corre per il team FDJ-Suez. Attiva in formazioni UCI dal 2018, ha vinto il Giro della Toscana 2023.

## Palmarès

### Strada
- 2016 (Juniores)

Campionati italiani, Prova a cronometro juniores
- 2022 (Top Girls Fassa Bortolo, due vittorie)

Gran Premio Città di Monselice
Trofeo Prealpi in Rosa
- 2023 (Top Girls Fassa Bortolo, due vittorie)

Umag Trophy Ladies
Classifica generale Premondiale Giro di Toscana Femminile

#### Altri successi
- 2023 (Top Girls Fassa Bortolo)

Classifica giovani Bretagne Ladies Tour
Classifica scalatrici Premondiale Giro di Toscana Femminile
Classifica a punti Premondiale Giro di Toscana Femminile
Campionati italiani, Cronosquadre
- 2024 (FDJ - SUEZ)

Classifica giovani Bretagne Ladies Tour

## Piazzamenti

### Grandi Giri
- Giro d'Italia

2019: 85ª
2022: 27ª
2023: 33ª
2024: 77ª
- Vuelta a España

2024: 55ª

### Competizioni mondiali
- Campionati del mondo su strada

Doha 2016 - Cronometro Junior: 8ª
Bergen 2017 - Cronometro Junior: 2ª
Innsbruck 2018 - Cronosquadre: 8ª
Glasgow 2023 - Cronometro Elite: 24ª
Glasgow 2023 - Staffetta mista: 5ª

### Competizioni continentali
- Campionati europei su strada

Plumelec 2016 - Cronometro Junior: 2ª
Monaco di Baviera 2022 - Cronometro Elite: 14ª
Drenthe 2023 - Cronometro Elite: 22ª